# Arthur Lapworth
Arthur Lapworth (Galashiels, 10 ottobre 1872 – 5 aprile 1941) è stato un chimico scozzese, nato a Galashiels in Scozia, figlio del geologo Charles Lapworth.
Fu un ricercatore di chimica fisica organica; la reazione di Lapworth prende il suo nome. Fu membro della Royal Society e nel 1931 ricevette la Medaglia Davy.